# Negeta purpurascens
Negeta purpurascens är en fjärilsart som beskrevs av George Francis Hampson 1912. Negeta purpurascens ingår i släktet Negeta och familjen trågspinnare. Inga underarter finns listade i Catalogue of Life.